# Felix Ehrenhaft
Felix Ehrenhaft (24 avril 1879 – 4 mars 1952) est un physicien autrichien qui a contribué au développement de la  physique  atomique, notamment la mesure des charges électriques, et étudié les propriétés optiques des  colloïdes métalliques. Il s'est illustré par des positions originales et souvent iconoclastes qui faisaient l'admiration du philosophe Paul Feyerabend.